# 上都 (人物)
上都（？—1352年），元朝末年官员。
上都原为中兴判官。元顺帝至正十二年（1352年），起义军攻打中兴路（今湖北省荆州市），山南廉访使卜理牙敦力战被擒而死。第二天，起义军再来攻打中兴路，上都统兵出击。不久，东门失守，上都仓黄反向战斗，力屈被擒，起义军让他投降，上都大骂，起义军大怒，将他剖腹、剐肉杀死。